# والتر بریسکی
والتر بریسکی (انگلیسی: Walter Breisky؛ ۸ ژوئیهٔ ۱۸۷۱ – ۲۵ سپتامبر ۱۹۴۴) یک سیاست‌مدار اهل اتریش بود.